# سقاية جامع الحيدرخانة
سقاية جامع الحيدرخانة

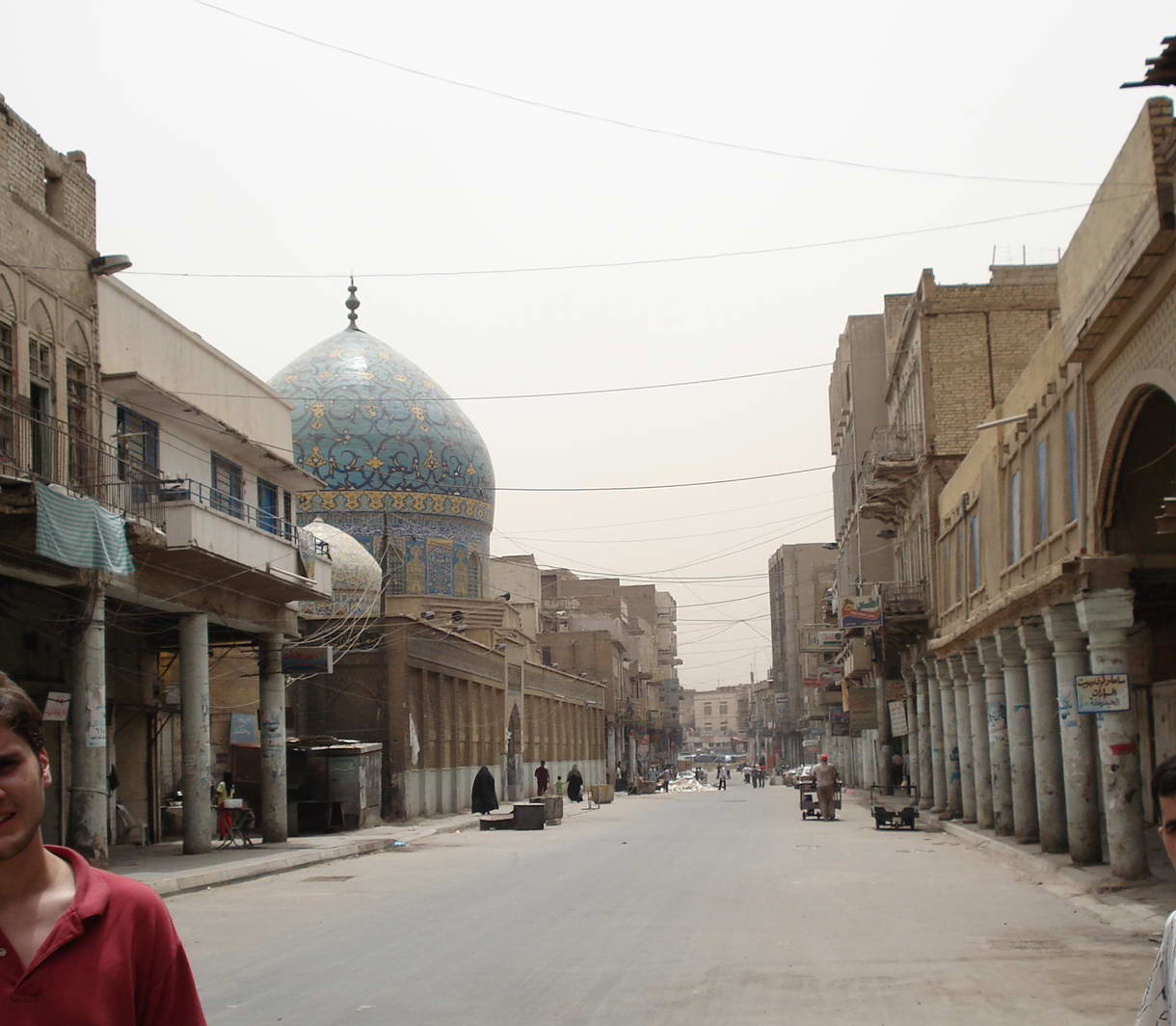
جامع الحيدرخانة

جامع الحيدرخانة من مساجد مدينة بغداد القديمة، وكان قبالته سوقا يتصل بواجهته، وقد ازيل لأنه يقع في أرض شارع الرشيد. وكان داود باشا والي بغداد في عهد الدولة العثمانية قد قام بتعمير جامع الحيدرخانة، أو أعاد إعماره سنة 1929م، وأنشأ فيه سقاية ماء، كان لها شباك يطل على سوق الحيدرخانة ينهل منه المارة. واشترط مؤسس السقاية في وقفيته، لمن يناول الماء المسبل خمسون قرشاً، وللسقاء الذي يأتي بماء الجامع في كل يوم عشرة قرب، ثلثمائة وستون قرشاً.